# Stortingsvalget 1930
Stortingsvalget 1930 blev afholdt i Norge mandag den 20. oktober 1930.
Johan Ludwig Mowinckels anden regering (Venstre) overlevede valget.

## Resultat
| Parti                                    | Procent af stemmerne(%) | Ændring i forhold til 1927 | Mandater | Ændring i forhold til 1927 |
| ---------------------------------------- | ----------------------- | -------------------------- | -------- | -------------------------- |
| Arbeiderpartiet                          | 31,4                    | - 5,5                      | 47       | - 12                       |
| Venstre                                  | 20,2                    | + 2,9                      | 33       | + 3                        |
| Høyre                                    | 17,5                    | + 12,0                     | 39       | + 10                       |
| Bondepartiet                             | 15,9                    | + 1,0                      | 25       | - 1                        |
| Frisindede Venstre                       | 2,6                     | + 1,1                      | 5        | + 4                        |
| Norges Kommunistiske Parti               | 1,7                     | - 2,3                      | 0        | - 3                        |
| Det Radikale Folkeparti                  | 0,8                     | - 0,6                      | 1        | 0                          |
| Felleslister Høyre og Frisindede Venstre | 9,9                     | - 8,6                      | 0¹       | 0                          |
| Total                                    | 100                     | 0                          | 150      | 0                          |

¹ Mandat på fælleslister opført på de enkelte partier.